# Туризм в Сирии
Туризм в Сирии (араб. السياحة في سوريا‎) — сектор экономики Сирии, составляющий почти 13,5 % от валового внутреннего продукта страны (2010 год). 
В стране развит культурный вид туризма (экскурсии, пляжный и горнолыжный отдых); особенный интерес для туристов представляют города Дамаск (столица) и Алеппо (ныне разрушенный). Главный морской курорт — Шатт-аль-Азрак находится в окрестностях главного морского порта страны — Латакии. 
До начала «арабской весны» Сирия слыла одной из красивейших и процветающих стран Ближнего Востока, однако индустрия туризма в Сирии значительно пострадала с началом гражданской войны в стране в 2011 году.

## Климат
В Сирии субтропический средиземноморский климат на побережье и сухой континентальный во внутренних районах. Наиболее благоприятное время для отдыха в стране — период с апреля по май и с середины сентября по октябрь.
Условно территорию Сирии на две части делит горная цепь Ансария. На востоке находится пустыня, а на западе — море, зеленые горы и виноградники с огромными рощами, где растут цитрусовые и инжир.

## Достопримечательности
Памятники истории: древняя часть Дамаска (130 памятников различных периодов истории города, среди которых колоннада святилища Юпитера Дамасского, мечеть Омейядов, госпиталь Нур-ад-Дина), археологические памятники Пальмиры, древняя часть города Босра, древняя часть города Алеппо (Халеб) c памятниками различных эпох.
В сирийской столице местом притяжения туристов является главный рынок — Сук-аль-Хамидия, с типичной пестротой шумного восточного базара, который находится под железной крышей и тянется от ворот Победы до высоких колонн древнего храма Юпитера, где можно купить разные сувениры.
Еще одна достопримечательность Сирии — крепость крестоносцев Крак-де-Шевалье. Расположенная на вершине горы и практически не пострадавшая от времени, она считается неприступной. 

## Мероприятия
В Дамаске проходила Дамаскская международная выставка.

## Статистика
В 2009 году Сирия приняла 3 млн гостей.
В последние годы турпоток стал восстанавливаться.

## Въезд и выезд
Для граждан Российской Федерации въезд визовый. Виза оформляется в посольстве Сирии в Москве (туристическая виза — 20 долларов США; на 2023 г. она стоит 35 долларов (3100 рублей), её можно приобрести на границе). 
Ввоз и вывоз иностранной валюты ограничен (до 5000 долларов США, сумма от 2000 долларов США декларируется). Запрещён вывоз местной валюты.
Беспошлинно можно ввезти в страну сигареты (200 штук), сигары (25 штук), сигариллы (50 штук), табак (250 грамм), алкоголь (0,57 литров), парфюмерию для личного использования, предметы личного пользования, а также подарки на сумму до 250 фунтов Сирии. Запрещён ввоз оружия и боеприпасов, наркотиков, видеопродукции и печатной продукции, противоречащей нормам ислама и угрожающей общественному порядку.
Электронную аппаратуру и приборы (не более одного предмета каждого типа) необходимо вносить в таможенную декларацию. На телевизоры заполняется особая форма. Можно ввезти золото (до 500 грамм, столько же грамм можно вывезти, предъявив квитанцию о покупке). Для вывоза ковров машинной работы, предметов антиквариата, бытовой техники, хрусталя необходимы квитанции о покупке, в случае их отсутствия взимается налог в размере 10-25 % от стоимости товара. Категорически не рекомендуется ввоз в страну вещей, прямо или косвенно указывающих на посещение Израиля.

## Галерея

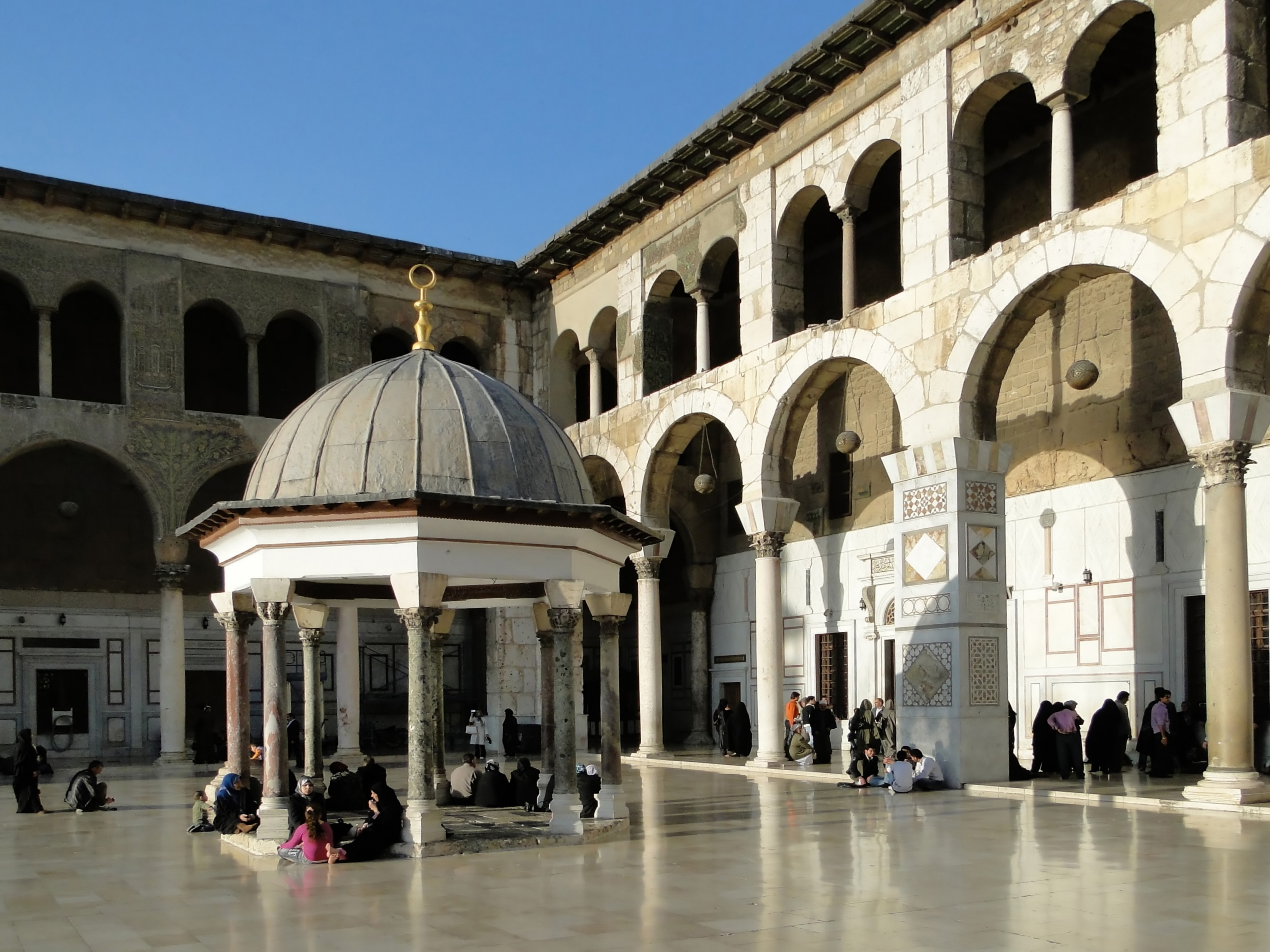
Мечеть Омейядов
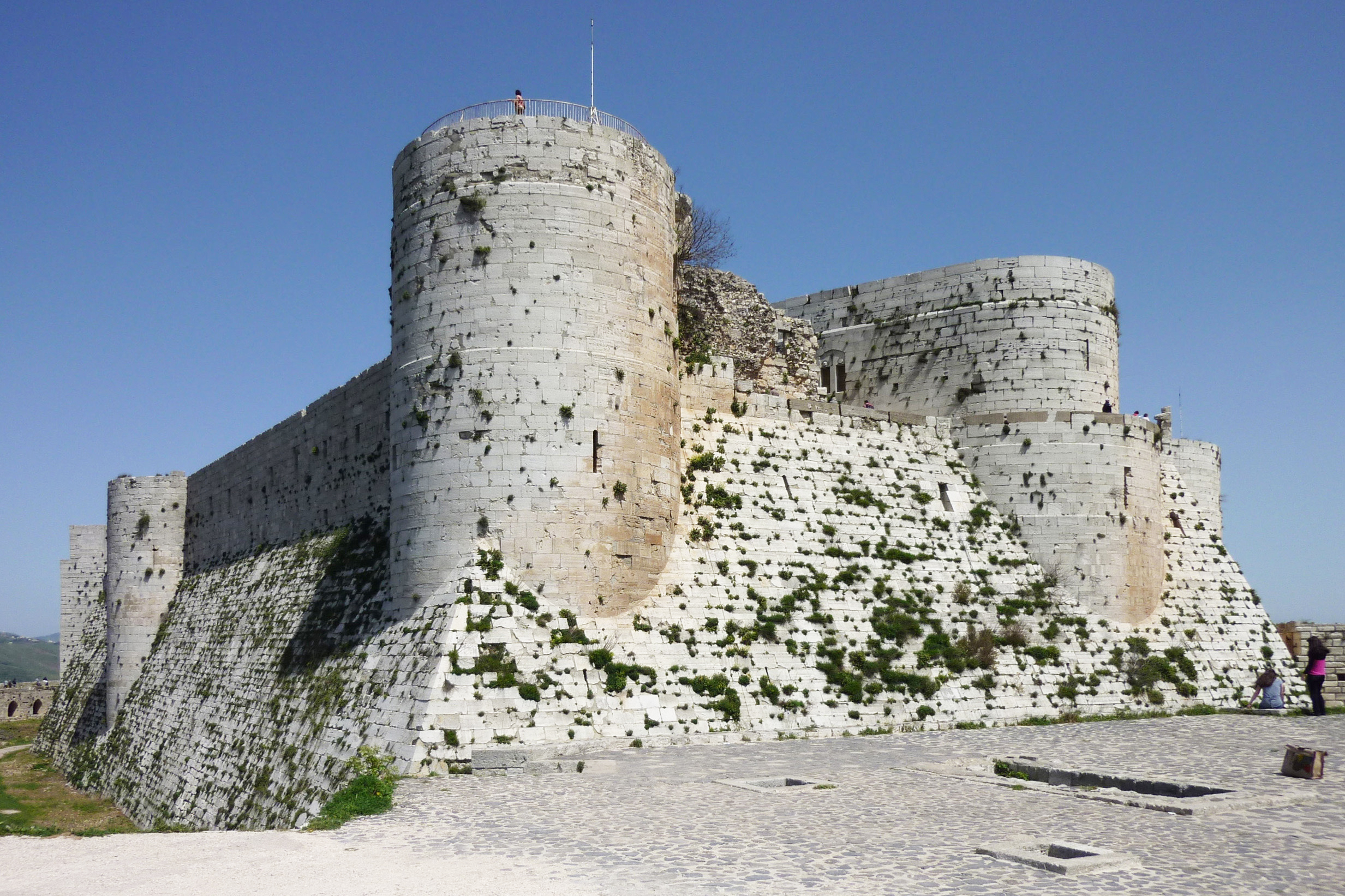
Крак-де-Шевалье